# 公仁駅
公仁駅（コンインえき、朝鮮語: 공인역）は朝鮮民主主義人民共和国慈江道江界市にある駅で、満浦線に属する。 

## 隣の駅
満浦線
富只駅 - 公仁駅 - 江界駅